# Trachyscorpia longipedicula
Trachyscorpia longipedicula är en fiskart som beskrevs av Motomura, Last och Yearsley 2007. Trachyscorpia longipedicula ingår i släktet Trachyscorpia och familjen kungsfiskar. Inga underarter finns listade i Catalogue of Life.